# Jan Paparazzi
Jan Paparazzi, pseudoniem van Jan Zwart (Rotterdam, 14 mei 1963), is een Nederlandse radio-dj. Hij is ook bekend onder het pseudoniem Jan van Zanten.

## Biografie
Jan Zwart groeide op in Pernis als zoon van een hervormde ouderling. Zwart heeft de hbo-opleiding leraar (aardrijkskunde en maatschappijleer) afgerond.

## Radio en televisie
Zijn radiocarrière begon hij bij Free Radio Rotterdam in 1984. Rond 1987 werkte Zwart als Sebastian Black bij de zeezender Radio Caroline/Radio Monique. In 1990 volgde Radio Barendrecht FM.
In 1992 kwam hij terecht bij de landelijke radiozender Holland FM, waar hij het programma Café De Gulle Lach presenteerde. Toen Holland FM opging in HitRadio 1224, was Zwart in eerste instantie tussen 20 en 24 uur te horen met een eigen programma, maar rond 1994 was hij uitsluitend werkzaam als archivaris bij dit station, dat alleen via de AM was te ontvangen.
Het duurde echter niet lang voordat Robert Jensen Zwart als Jan Paparazzi op pad stuurde om bekende Nederlanders te interviewen op showbizzfeestjes en gala's voor het programma Jensen in de middag. Uiteindelijk kreeg hij een vaste plek naast Jensen als sidekick bij onder andere Hitradio Veronica (1995-1998), Veronica FM (1999-2001), Yorin FM (2001-2002), Noordzee FM (2003-2004) en Yorin FM (2004-2005).
Zwart was vanaf de start in 2002 tot begin 2007 te zien in het praatprogramma JENSEN als sidekick op RTL 5. Zijn aandeel tijdens het programma was tot een minimum beperkt, maar achter de schermen deed Zwart veel werk. Zo vrolijkte hij het aanwezige publiek op als een soort warming-up en ook was hij een steun voor Jensen tijdens de opnames van het programma. In het dagelijks leven zijn ze ook goede vrienden. Zwart is in het programma onafscheidelijk van zijn smoking en rode strik.
In januari 2006 werd Yorin FM verkocht aan SBS Nederland. Jensen en Zwart besloten zich op radio te richten en dus niet mee te gaan naar SBS.
Vanaf 2 april 2007 was Zwart weer als Jan Paparazzi te horen bij Radio Veronica, eerst als sidekick van Patrick Kicken en vanaf juni 2008 als sidekick van Colin Banks in het ochtendprogramma Ook Goeiemorgen. Hij bleef ook achter de schermen werken bij het praatprogramma van Robert Jensen.
In januari 2009 vertrok Zwart bij Radio Veronica. Hij maakte bekend weer samen te gaan werken met zijn vriend Robert Jensen. In november 2009 schoof Zwart weer aan bij Jensen op de rode bank waarna hij op 2 augustus 2010 een comeback maakte op Radio Veronica in het programma JENSEN! door de week van 6.00 tot 9.00 uur als sidekick van Robert Jensen. Hier verzorgde hij onder meer de rubrieken 'de feitjes', 'telefoonterreur' en 'Jan belt met'. Dit programma was op 3 februari 2011 voor het laatst te beluisteren.
Vanaf 2012 was Zwart te horen op RadioNL. In eerste instantie verving hij Hessel Wijkstra in het programma Op Volle Kracht, maar vanaf 5 november 2012 presenteerde hij het middagprogramma van 16 tot 19 uur onder de titel De Jan Paparazzi Show. Op 30 mei 2013 moest hij vanwege bezuinigingen bij de omroep vertrekken.
Op NPO 3FM was hij als typetje een vaste gast in het onderdeel 'De rode telefoon' in het nachtprogramma van Rámon Verkoeijen.
Van 3 januari 2014 tot en met 30 januari 2015 was hij terug bij Radio Veronica als sidekick van Martijn Muijs op vrijdagavond tussen 21.00 en 0.00 uur. Daarnaast presenteert hij sinds 22 september 2014 op werkdagen een programma van 15 tot 18 uur op NPO Sterren NL bekend als de onbekende en maakt hij sinds 2020 samen met Corné Klijn een programma op NPO RADIO 5 genaamd de Weekendborrel.  
Op vriendensite Hyves werd een foto van hem gebruikt als standaard bij een nieuwe account. Mensen met een hyve zonder eigen profielfoto kregen daardoor in hun profiel automatisch zijn portret (met clownsneus) met een vraagteken ernaast.